# Sebüktigin
Abu-Mansur Sebüktigin (àrab: ابو منصور سبکتگین, Abū Manṣūr Sabuktigīn; persa: ابومنصور سبکتگین) o, senzillament, Sebüktigin (Barskon, 942 - Balkh, 997) fou un sultà de la dinastia yamínida de Gazni, coneguda com a gaznèvida. Era originari del govern de Barskhan a la regió de Semiretxe, havent estat fet presoner de jove i portat a Transoxiana on va esdevenir membre de la guàrdia turca i esclau de l'oficial turc Alptigin o Alptegin. Quan aquest darrer es va retirar a Gazni el van acompanyar molts oficials turcs i alguns el van succeir en el govern de la regió. Sebuktigin fou oficial turc de la guàrdia de Gazni i va esdevenir gendre d'Alptegin.
El 977 va derrotar uns rebels partidaris de l'antic sobirà local de Gazni, Abu Bakr Lawik. Les tropes, després de la victòria (abril del 977) el van aclamar com a nou sultà. La sort de l'anterior sultà Piri és desconeguda.
Va governar vint anys com a vassall dels samànides, als que va ajudar contra els simjúrides de Khurasan (992 i 995). Va derrotar el sobirà dels xahu o hinduixàhides del Panjab, Jaypal, el 979 i el 988, adquirint fortaleses a la frontera de l'Índia dominant el nord del Balutxistan, Ghor, Zabulistan i Bactriana (Tukharistan). Va incorporar Bust i Kusdar i la vall del riu Kabul fins a Peshawar entre d'altres. Poc abans de morir va intervenir a Transoxiana i va establir la seva influència a Bukharà. Va morir el 997 i el va succeir el seu fill Ismaïl ibn Sebüktigin (997-998).